# 朱丽叶·雷卡米耶像
朱丽叶·雷卡米耶像（Portrait de Juliette Récamier）是法国画家弗朗索瓦·热拉尔（François Gérard）的一幅油画，绘于1802-1805年。这是一幅肖像画，描绘社交名媛朱丽叶·雷卡米耶坐在一张椅子上。这幅画现藏于巴黎卡納瓦萊博物館（musée Carnavalet）。雅克-路易·大卫也画同一人的肖像，完成于1800年，现藏于卢浮宫。

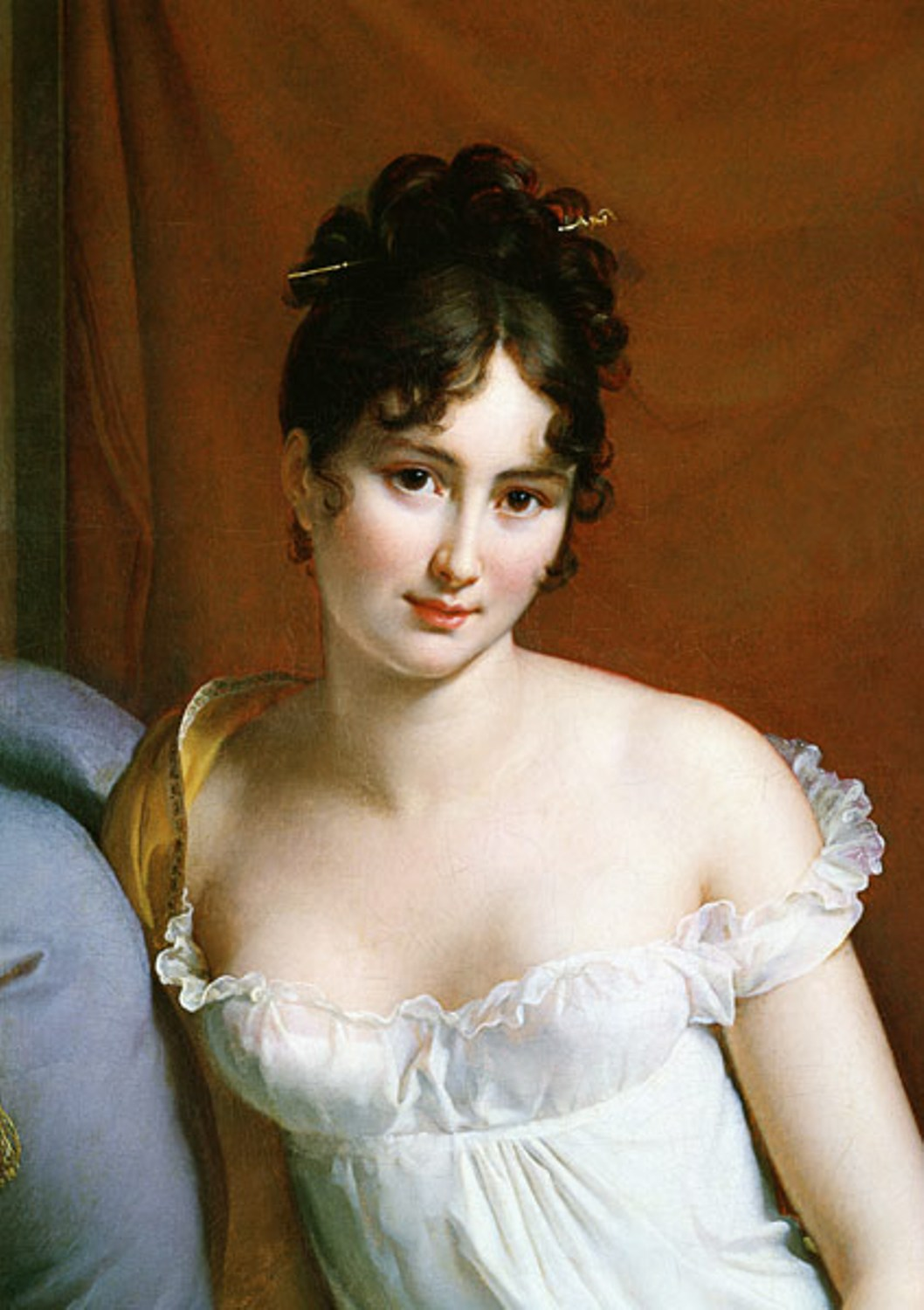
细部
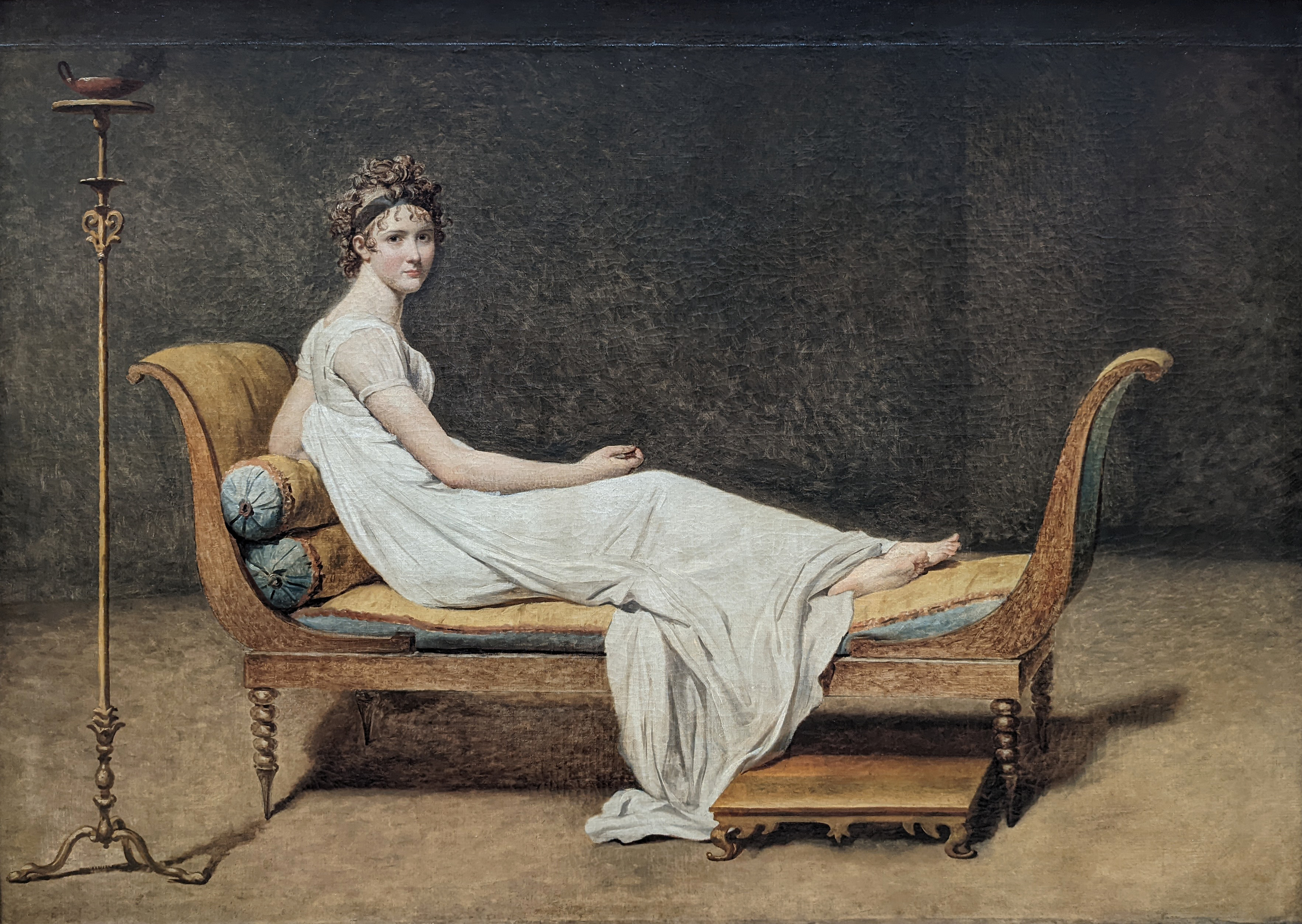
大卫画像